# 倭和會
倭和會（やまとかい），本部事務所位於大阪市中央區屋瓦町2-1-6 盛力，日本的指定暴力團（犯罪組織）・六代目山口組的2次團體。倭和會為延續被解散的「盛力會」勢力地盤。構成員約250人。2014年3月 飯田倫功會長除籍處分，該會解散，被其他組織吸收。

## 略史
2009年2月3日、盛力會會長盛力健兒被山口組本部「除籍」處分。一週後，2月10日、原盛力會的八洲連合飯田組組長「飯田倫功」引繼盛力會地盤，並將組織更名為「倭和會」。同年2月17日、倭和會會長飯田倫功為山口組執行部所承認，並舉行「盃直」的直系組長升格儀式，大阪北ブロック的所有直系組長参與該儀式。
2014年3月 飯田倫功會長除籍處分，該會解散，被其他組織吸收。

## 最高幹部
- 會長・飯田倫功（本名：飯田勝義；六代目山口組若中、原盛力會副會長、八洲連合飯田組組長）
- 若頭・川崎淳二（川崎組組長）
- 本部長・缺席
- 舍弟頭・唐橋 嚴（唐橋岩男；三代目久富連合會會長）
- 舍弟頭補佐・白川斗敷
- 若頭補佐・足立真作（秀真會會長）

## 其他組員
- 不明・南達也（三代目南組組長；初代組長南力的兒子）

## 資料來源
1. ↑  .   [2013-11-02]. （原始内容存档于2013-11-05）.